# Victoria (trophée)
Pour les articles homonymes, voir Victoria.

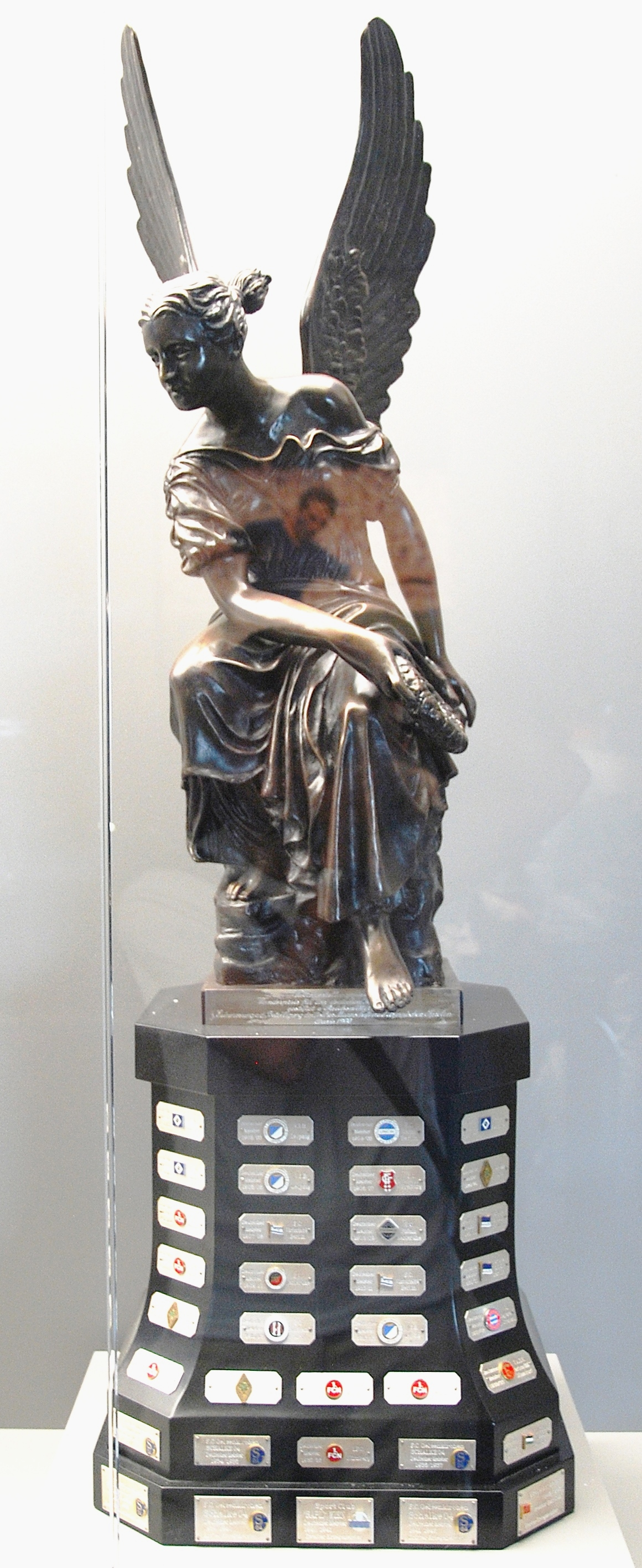
Réplique du trophée Victoria au Musée du FC Schalke 04.

Le trophée Victoria (ou Viktoria) est un trophée de football décerné à l'équipe ayant remporté le championnat allemand de 1903 à 1944.

## Étymologie
Le Victoria est nommé d'après la déesse romaine Victoria. Dans la mythologie romaine, Victoria est la personnification déifiée de la victoire, déesse protectrice de l'empereur romain et le gardien virginale de l'empire.

## Histoire
Dans la version rapportée par Sport Bild et Kicker en 1990, à la fin de la Seconde Guerre mondiale le trophée serait tombé entre les mains d'un fan de football de Berlin au début de 1945. Craignant l'approche des troupes, il le ramena chez lui (plus tard à Berlin-Est) et le cacha dans le sous-sol sous un tas de charbon où il reposa pendant 45 ans.
Déclaré perdu, il est remplace par la Meisterschale.

## Description
Le trophée se compose de deux parties: un cuboïde et la déesse assise en bronze Victoria.

### La statue
La déesse romaine Victoria est représenté assise sur un rocher. Elle a des ailes qui dépassent de sa tête et porte une longue robe. Tout en s'appuyant sur les rochers avec sa main gauche, elle tient une couronne de laurier dans sa main droite. La déesse de la victoire regarde du côté droit.
La statue en marbre "Kranzwerfende Viktoria" du sculpteur Christian Daniel Rauch, réalisée dans les années 1838-45, a servi de modèle. La statue était installé autrefois au château de Berlin et se trouve maintenant dans la Alte Nationalgalerie.